# Allen Glazier
Allen Glazier est un scénariste américaine. Plus secondairement, il est producteur, monteur et directeur de casting.
Il a notamment travaillé sur la série d'animation Les Simpson en coécrivant quatre épisodes avec Dan Greaney.

## Filmographie

### Scénariste

#### PourLes Simpson
| Année | Titre                      | Titre original                 | Saison | Épisode | Réalisateur       |
| ----- | -------------------------- | ------------------------------ | ------ | ------- | ----------------- |
| 2003  | La Guerre pour les étoiles | 'Scuse Me While I Miss the Sky | 14     | 16      | Steven Dean Moore |
| 2004  | Robotflop                  | I, (Annoyed Grunt)-Bot         | 15     | 9       | Lauren MacMullan  |
| 2010  | Moe, moche et méchant      | Judge Me Tender                | 21     | 23      | Steven Dean Moore |
| 2014  | Diggs                      | Diggs                          | 25     | 12      | Michael Polcino   |

#### Autres
- 2004 : Rudy à la craie (1 épisode)
- 2014-2015 : Talking Tom and Friends (5 épisodes)
- 2015 : Never Say Nyet (6 épisodes)
- 2015 : WordGirl (1 épisode)
- 2017 : My Knight and Me (4 épisodes)
- 2018 : Codename: Wigglesbottom
- 2018-2019 : Dorothy and the Wizard of Oz (4 épisodes)

### Directeur de casting
- 2015 : Never Say Nyet (6 épisodes)
- 2018 : Codename: Wigglesbottom

### Monteur
- 2015 : Never Say Nyet (5 épisodes)
- 2018 : Codename: Wigglesbottom

### Producteur
- 2015 : Never Say Nyet (6 épisodes)